# 北海道道586号豊牛下頓別停車場線

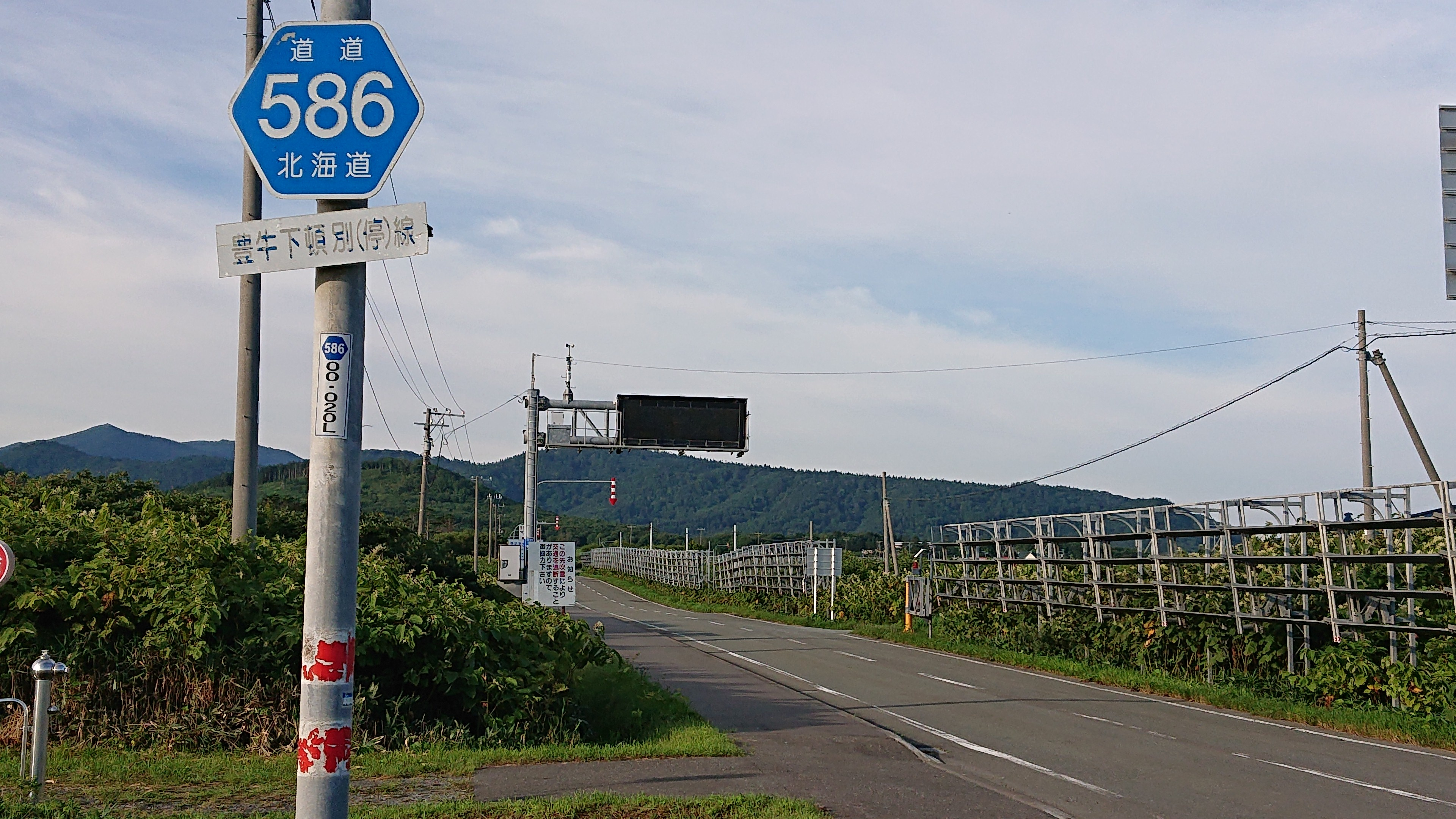
北海道道586号豊牛下頓別停車場線

北海道道586号豊牛下頓別停車場線（ほっかいどうどう586ごう とようししもとんべつていしゃじょうせん）は、北海道枝幸郡浜頓別町内を結ぶ一般道道（北海道道）である。

## 概要

### 路線データ
- 起点：北海道枝幸郡浜頓別町字豊牛（国道238号交点）
- 終点：北海道枝幸郡浜頓別町字下頓別（旧JR北海道 天北線 下頓別駅跡）
- 総延長：12.708 km
- 実延長：12.178 km
- 重用延長：0.530 km

### 道路管理者
- 宗谷総合振興局 稚内建設管理部 歌登出張所

## 歴史
- 1967年（昭和42年）3月31日 - 路線認定[1]。
- 1989年（平成元年）5月1日 - 天北線の廃線に伴い、下頓別駅は廃駅となる。
- 2000年（平成12年）1月11日 - 国道275号との交点を変更[2]。

## 路線状況

### 重複区間
- 国道275号（浜頓別町字下頓別）

### 道路施設

#### 主な橋梁
- 宇曽丹橋（96 m、ウソタンナイ川、浜頓別町字宇曽丹）

#### 常設型ゲート
- 豊寒別ゲート（浜頓別町字豊寒別、起点付近）
- 下頓別ゲート（浜頓別町字下頓別）

## 地理

### 通過する自治体
- 宗谷総合振興局
  - 枝幸郡浜頓別町

### 交差する道路
浜頓別町
- 国道238号 - 字豊牛（起点）
- 国道275号 - 字下頓別（重複）

### 沿線にある施設など
浜頓別町
- 下頓別郵便局